# Goianorte
Goianorte este un oraș în Tocantins (TO), Brazilia.